# 东沙湖站
东沙湖站位于中华人民共和国江苏省苏州市苏州工业园区金鸡湖街道东沈浒路与北榭雨街交叉口地下，是苏州地铁5号线的地铁车站。2021年6月29日开通。

## 车站结构
本站为地下岛式车站。

### 车站楼层
| 地面              | 出入口    | |
| 地下一层          | 站厅      | 售票机、客服中心、商店、警务室、安检设施                                                                  |
| 地下二层          | 5号线站台 | \| \| \| 5号线往太湖香山（龙墩） \| \| 島式 · 開左邊车门 \| \| \| \| \| \| 5号线往阳澄湖南（葑亭大道） \| |
| 地下二层          |           | 5号线往太湖香山（龙墩）                                                                                   |
| 島式 · 開左邊车门 |           | |
|                   |           | 5号线往阳澄湖南（葑亭大道）                                                                               |